# 石蒜碱
石蒜碱（Lycorine），是一种提取自石蒜科植物鳞茎的生物碱。
尽管和大多数生物碱一样具有引发呕吐和腹泻的能力，它仍因其明显的生物活性而被用于治疗肠内外阿米巴痢疾
。
由于含有大量此类物质的水仙花鳞茎与洋葱有一定相似性，有时可导致中毒。